# 칼부코
칼부코(스페인어: Calbuco)는 칠레 로스라고스 주 양키우에 현의 도시이자 코무나이다.